# Spur der Steine
Spur der Steine (en alemany, Ruta de pedres) és una pel·lícula de la República Democràtica Alemanya del 1966 dirigida per Frank Beyer. Es va basar en la novel·la homònima d'Erik Neutsch i era protagonitzada per Manfred Krug en el paper principal. Després de la seva estrena, la pel·lícula es va mostrar només durant uns dies, abans de ser arxivada a causa dels conflictes amb el Partit Socialista Unificat d'Alemanya, el partit comunista governant de la República Democràtica Alemanya. Només després de 23 anys, la pel·lícula es va tornar a mostrar, el novembre de 1989.

## Argument
La pel·lícula té lloc en una planta petroquímica de ficció. Hi havia unes condicions de treball molt desorganitzades provocades per funcionaris incompetents, plans defectuosos, dèficits materials i comportaments delinqüents. Un dels personatges principals, Hannes Balla (Manfred Krug), treballa a la planta i és vist com el cap masculí de la seva tripulació, els Ballas. Ell i la seva tripulació són delinqüents i sovint roben materials d'altres grups de treballadors per acabar els seus propis projectes. Balla és vist com un fuster poc cooperatiu, però amb talent. En una de les escenes famoses de les pel·lícules, els Ballas se submergeixen a l'estany d'ànecs d'un poble proper i un agent de policia els ordena que surtin. Els Ballas, en canvi, arrosseguen l'oficial a l'estany amb ells. Aquest flagrant menyspreu a l'autoritat era un dels principals problemes de la planta.
El Partit Socialista (SED) envia un secretari casat Werner Horrath per supervisar la planta i domesticar les accions delinqüents de Balla. Per la mateixa època, Kati Klee (Krystyna Stypułkowska) arriba a la planta com una enginyera que es veu desanimada de treballar en un entorn totalment masculí. A Balla no li agrada el control del partit i en una escena important, Balla i Horrath juguen un joc agressiu d'aplaudiments, que finalment provoca que Horrath sigui empès a terra. Klee ho veu i finalment tria Horrath per tenir una relació, encara que Balla també l'ha festejat. Els tres personatges desenvolupen un triangle amorós amb el teló de fons de la política del Partit Socialista i la pressió de completar a temps la construcció de la planta.
Un dels temes principals de la pel·lícula són els problemes que afronta la planta sota el domini socialista i com cada personatge es veu afectat per la moral del Partit. El romanç entre Klee i Horrath, que s'enfronta als dictats del Partit, el punt d'inflexió del qual es produeix quan Klee queda embarassada d'Horrath. L'embaràs provoca agitació al Partit i fa que el Partit intenti netejar les seves files dels "defectuosos moralment". Se celebra una reunió executiva per revisar Horrath. Parlen de les seves contribucions a la planta, així com de la seva promiscua vida personal. Al final, Klee i Horrath acaben amb la seva relació i Horrath perd el seu rang al partit i la seva feina. Klee abandona la planta, adonant-se de l'efecte negatiu que el seu entorn tenia sobre ella. Balla, que ha madurat molt des de l'inici de la pel·lícula, s'ha convertit en un ciutadà socialista molt més disciplinat. El socialisme és alhora criticat i lloat al final de la pel·lícula.

## Repartiment
- Manfred Krug com a Hannes Balla
- Krystyna Stypułkowska com a Kati Klee (amb la veu de Jutta Hoffmann)
- Eberhard Esche com a Werner Horrath
- Johannes Wieke com a Hermann Jansen
- Walter Richter-Reinick com a Richard Trutmann
- Hans-Peter Minetti com a Heinz Bleibtreu
- Walter Jupé com a Kurt Hesselbart
- Ingeborg Schumacher com a Marianne Horrath
- Brigitte Herwig com a filla d'Horrath
- Gertrud Brendler com la senyora Schicketanz
- Helga Göring com a Elli
- Erich Mirek com a Oswald Ziemer
- Fred Ludwig com a Gerhard Bolbig
- Helmut Schreiber com a Martin Elbers
- Erik Veldre com a Dieter Jochmann
- Karl Brenk com a Franz Büchner
- Hans-Peter Reinecke com a Eberhard Galonski
- Detlev Eisner com a Nick
- Günter Meier com a Bast
- Albert Zahn com a fixador d'acer
- Gerhard Hänsel com a paleta
- Jochen Zimmermann com a conductor de camió volquet
- Johannes Maus com a policia a la piscina
- Roman Silberstein com a tinent de policia

## Producció

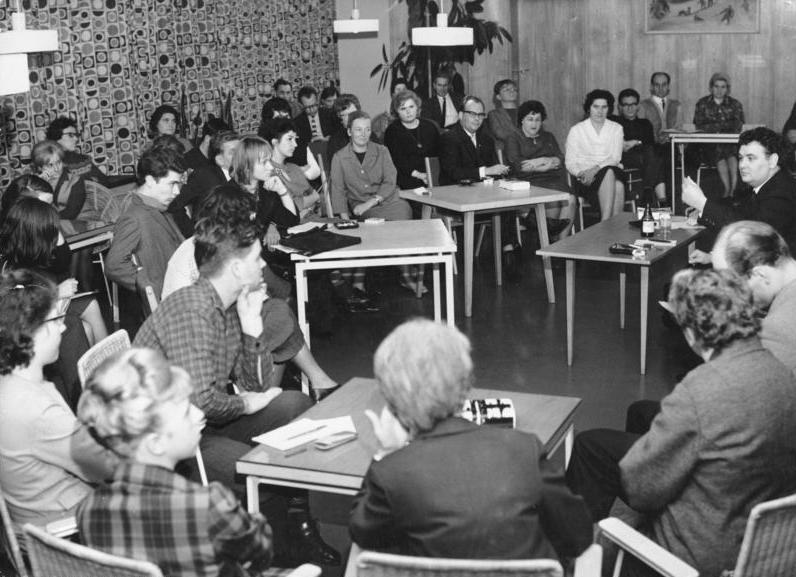
Erik Neutsch liderant un debat sobre la seva novel·la Spur der Steine. Biblioteca Bertolt Brecht, Berlín Est, 27 de novembre de 1964.

La versió cinematogràfica de Spur der Steine es basava en la novel·la homònima de l'escriptor Erik Neutsch. La novel·la va ser celebrada pel Partit Socialista de la Unitat (SED) d'Alemanya de l'Est, i s'esperava que la producció de la pel·lícula estigués lliure de la interferència normal que normalment està subjecta la DEFA per part del SED. Com que la novel·la tenia 900 pàgines, caldria fer algunes modificacions importants a la història per tal de fer una pel·lícula de durada raonable.
Les projeccions inicials de la impressió de treball van ser atacades per alts càrrecs de la SED, per sorpresa del director Frank Beyer. Van tenir problemes amb la representació de "El Partit" a la pel·lícula. Tot i que la pel·lícula celebra el socialisme, el paper del partit s'hi va considerar neutral. El SED volia que la seva representació a la pel·lícula fos una d'un agent proactiu del socialisme. El SED, en un esforç per crear la il·lusió d'autonomia d'estudi, va lliurar la pel·lícula al procés d'aprovació interna de DEFA. Va ser aprovat, i el SED va permetre de mala gana la distribució de la pel·lícula.

## Estudi de cinema DEFA
DEFA va parlar per primera vegada durant una reunió celebrada després de la Segona Guerra Mundial dins del Partit Comunista d'Alemanya (KPD) el gener de 1945. Aquesta reunió era per discutir la creació d'una nova cultura antifeixista alhora que integra les idees del KPD. Després d'aquesta reunió, l'Administració Militar Soviètica a Alemanya (SMAD), la màxima autoritat de la zona soviètica, va voler establir una nova productora cinematogràfica connectada amb el govern i sobre aquesta base es va fundar DEFA.

A Spur der Steine, els funcionaris culturals van exigir que es tallés l'escena de l'estany d'ànecs, es va suggerir, una agenda política subjacent contra l'estat de la RDA. Aquest tipus de censura era habitual ja que DEFA era un estudi cinematogràfic finançat i controlat per l'estat que havia de complir les demandes del govern en aquell moment. El guió de la pel·lícula va ser àmpliament negociat pel Film Bureau i el Comitè Central. Beyer va presentar una llista de canvis que van moderar les escenes polèmiques (la majoria d'elles incloïen el personatge Balla). Molts dels canvis no es van dur a terme a la pel·lícula, tot i que encara gran part de la pel·lícula està censurada de l'original.

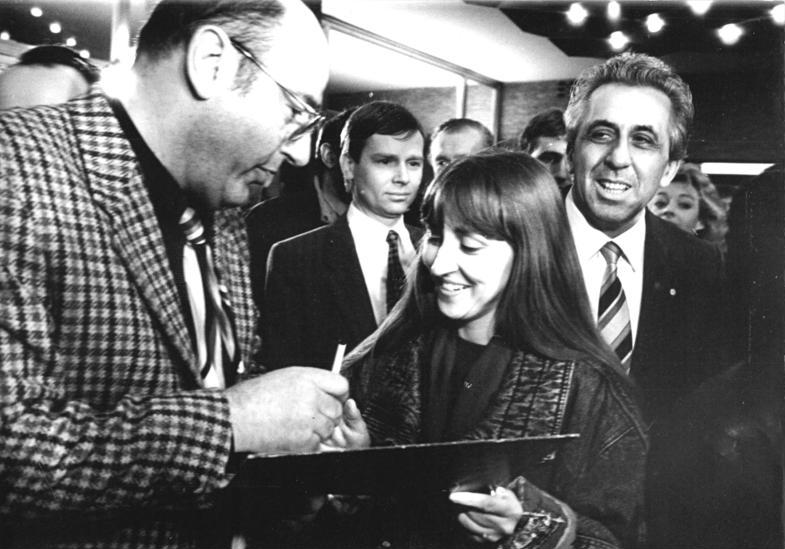
Manfred Krug i Egon Krenz a l'estrena de la recentment aprovada Spur der Steine, Berlín Est, 23 de novembre de 1989.

## 11è Ple
Durant la història del cinema d'Alemanya de l'Est, hi va haver canvis significatius en els períodes de liberalització i restricció. Un canvi significatiu de la cinematografia restrictiva a la liberal va ser el 1961, quan es va construir el mur de Berlín, quatre anys més tard es van imposar restriccions a causa de l'Onze Ple. Els cineastes van treballar en projectes que van ser acceptats durant un període cultural menys restrictiu, i després es van prohibir pel·lícules d'un any sencer a causa de l'Onzè Ple.
L'Onze Ple es va decidir durant una reunió per debatre sobre política econòmica, però va acabar restringint l'expressió liberal a la cultura, especialment a la indústria cinematogràfica. El 1965, onze pel·lícules van ser prohibides o aturades la producció a DEFA. Aquestes pel·lícules van ser prohibides el 1965 i no es van poder mostrar fins al 1990. S'anomenaven les "Kaninchen Film" ja que la pel·lícula "Das Kaninchen bin ich" dirigida per Kurt Maetzig va ser una de les pel·lícules prohibides. La indústria cinematogràfica semblava haver perdut la seva influència en la cultura. Abans de l'onzè ple, el cinema era una plataforma important per compartir la cultura socialista i debatre temes socials. Gran part de l'art creat durant aquest temps va ser recolzat per l'estat i va expressar qüestions que es consideraven mal vistes al cinema abans.

## Recepció
Alguns funcionaris culturals d'alt rang dels partits, com ara Alexander Abusch, Kurt Hager i Hans Rodenberg, van dir: "El paper del partit com a grup de batalla com a força revolucionària unificada està massa en un segon pla. Això passa... [perquè] el problema del comportament moral del secretari del partit passa a primer pla... El partit en realitat apareix com una força inquisitiva" A més, altres funcionaris no estaven d'acord amb l'actitud neutral de la pel·lícula cap al socialisme.

## Conseqüències de la pel·lícula
Després que la pel·lícula fos prohibida a causa de l'Onzè Ple, el director Beyer va ser convocat pels executius del Partit a DEFA per a una discussió per decidir si la seva pel·lícula Spur der Steine era perjudicial per a la imatge del Partit. El Partit va declarar que la pel·lícula entrava en conflicte amb la línia del Partit i va exigir a Beyer disculpes i autocrítica. Beyer no es va disculpar per les seves accions i, per tant, no va continuar treballant a la indústria cinematogràfica d'Alemanya de l'Est durant anys. No va ser fins deu anys més tard que Beyer va estrenar una nova pel·lícula Jakob der Lügner.
L'actor Manfred Krug va ser una de les estrelles de cinema d'Alemanya de l'Est. Es va fer popular gràcies als seus papers en pel·lícules de comèdia i acció, així com per la seva música de jazz. Gran part de les seves obres estaven associades amb la cultura occidental, un problema notable per al govern. També va tenir un gran nombre de seguidors juvenils, però també era conegut per la seva franquesa i actitud neutral cap al socialisme. A la pel·lícula, el personatge de Krug, Balla, va ser molt obert, al principi, sobre com el socialisme no estava ajudant a l'èxit de la planta. Anava en contra de la línia del partit en el seu treball i els funcionaris del partit van pensar que podrien utilitzar una campanya de desprestigi per fer que Krug fos més obedient amb el partit. A més, tenia opinions militars que eren controvertides i el Departament de Cultura va declarar que "un actor en el qual no es podia confiar per donar suport al punt de vista adequat sobre la defensa de la RDA fora de pantalla era clarament un candidat bastant pobre per interpretar una figura política tan destacada en ell" i Krug va acabar deixant Alemanya de l'Est cap a Alemanya Occidental el 1976.

## Llac doncs
- Censura cinematogràfica a Alemanya de l'Est